# Henoch Raberaba
Henoch Raberaba est un peintre aborigène australien de la tribu des Aranda, né à Hermannsburg le 16 juillet 1914, mort en 1975.
Il est connu pour ses aquarelles représentant des paysages rocheux du centre de l'Australie dans un style réaliste et d'une grande luminosité, proche d'Albert Namatjira. Ce dernier fut d'ailleurs condamné en 1958 à six mois de prison pour avoir fourni de l'alcool à Henoch,. Son frère Herbert Raberaba (1916-1975), fut également un peintre réputé.

## Collections publiques
- National Museum of Australia : Range scene